# 1417
| 1417               |
| ------------------ |
| Dødsfald - Fødsler |
|                    |

| Gregoriansk kalender | 1417 MCDXVII            |
| Ab urbe condita      | 2170                    |
| Armensk kalender     | 866 ԹՎ ՊԿԶ              |
| Kinesiske kalender   | 4113 – 4114 丙申 – 丁酉 |
| Etiopisk kalender    | 1409 – 1410             |
| Jødisk kalender      | 5177 – 5178             |
| Hindukalendere       |                         |
| - Vikram Samvat      | 1472 – 1473             |
| - Shaka Samvat       | 1339 – 1340             |
| - Kali Yuga          | 4518 – 4519             |
| Iransk kalender      | 795 – 796               |
| Islamisk kalender    | 820 – 821               |

Konge i Danmark: Erik 7. 1396-1439
Se også 1417 (tal)

## Begivenheder
- 11. november – Martin 5. vælges til ny pave af koncilet i Konstanz. Det afslutter pavekirkens splittelse.